# Oversteps
Albums de Autechre
Quaristice.Quadrange.ep.ae
(2008) Move of Ten
(2010)
Oversteps est le dixième album du groupe Autechre, sorti en 2010 sur le label Warp Records. 

## Éditions
Oversteps est disponible aux formats suivants :
- Formats numériques : WAV et MP3, à partir du 22 février 2010 sur les disquaires en ligne bleep.com et iTunes Store Japon.
- Formats physiques : CD et LP, à partir du 22 mars 2010.

Le design de l'album est réalisé par l'agence The Designers Republic ; chacune des pistes numériques proposées par bleep.com possède également son propre artwork réalisé par cette agence.

## Pistes[2]
| No  | Titre                                                   | Durée |
| --- | ------------------------------------------------------- | ----- |
| 1.  | r ess                                                   | 5:12  |
| 2.  | ilanders                                                | 5:32  |
| 3.  | known(1)                                                | 4:43  |
| 4.  | pt2ph8                                                  | 4:10  |
| 5.  | qplay                                                   | 4:39  |
| 6.  | see on see                                              | 4:37  |
| 7.  | Treale                                                  | 6:05  |
| 8.  | os veix3                                                | 4:38  |
| 9.  | O=0                                                     | 4:53  |
| 10. | d-sho qub                                               | 6:26  |
| 11. | st epreo                                                | 4:08  |
| 12. | redfall                                                 | 3:49  |
| 13. | krYlon                                                  | 6:09  |
| 14. | Yuop                                                    | 6:20  |
| 15. | Xektses sql (piste exclusive à l'iTunes Store japonais) | 3:01  |